# فؤاد الكهالي
فؤاد الكهالي ممثل يمني، له العديد من الأدوار في الدراما والمسرح والإذاعة في اليمن، كما شغل منصب الأمين العام لنقابة المهن التمثيلية.ولقب الكهالي ينسب من محافظة إب اليمنية

## حياته الفنية
بدأ حياته الفنية عام 1984م بانضمامه لفرقة المسرح الوطني في صنعاء.

## من أعماله
- مسلسل المهر.
- مسلسل عندما تبتسم الأحزان.
- مسلسل الحب والثأر.
- مسلسل الثأر.
- مسلسل أشواق وأشواك
- مسلسل قبل الفوات.
- مسلسل فضيلة.
- مسرحية الحلم المعاصر.
- مسرحية القلاصات.
- مسرحية سر شهرزاد.
- مسرحية المنافق.
- مسرحية الملك والثأر.